# Horben
Horben es un municipio en el distrito de Brisgovia-Alta Selva Negra en Baden-Wurtemberg en las proximidades de Friburgo.

## Geografía

### Ubicación geográfica
Horben limita al sur con Friburg y está ubicado al este del Valle de Brujas (o Valle de Setos, en alemán: Hexental) sobre un altiplano en la ladera occidental del macizo del monte Schauinsland entre "Illenberg" (642 m) y "Edwardshöhe" (859 m).